# Anu Korhonen
Anu Korhonen, född 1965, är en finländsk kulturhistoriker.
Anu Korhonen disputerade 1999 på avhandlingen Fellows of Infinite Jest om narrar . Hon har speciellt intresserat sig för humorns och kroppens kulturhistoria i det tidigmoderna Europa. Hon arbetar på Institutionen för världens kulturer på Helsingfors universitet.